# Hexatoma aurantia
Hexatoma aurantia är en tvåvingeart som först beskrevs av Enrico Adelelmo Brunetti 1918.  Hexatoma aurantia ingår i släktet Hexatoma och familjen småharkrankar. Inga underarter finns listade i Catalogue of Life.